# 南溪仙源长江大桥
南溪仙源长江大桥，原名南溪长江公路大桥，是位于中国四川省宜宾市的一座公路斜拉桥，全长1,508（4,948英尺），跨越长江干流，连接南溪区罗龙街道与江南镇。是中华人民共和国国务院批准实施的《长江经济带综合立体交通走廊规划（2014－2020年）》中长江干线新建过江通道项目之一，也是437省道（毗卢－长宁）的重要控制性工程，桥位距离上游的金沙江、岷江交汇处约42（26.1英里），大桥于2015年5月27日正式开工建设，是四川省首个采用PPP融资模式的项目，已于2019年1月30日建成通车。
南溪区在其城市总体规划等文件确定了城市向西发展的策略，及建设南溪新区。同时南溪区也被定位为宜宾市副中心，南溪新区也纳入了宜宾市城市总体规划（2013-2020）。大桥的建成改写了南溪南北两岸依靠摆渡过江的历史，为此长江上游最大的广福门码头也将会最终退役。

## 设计
南溪仙源长江大桥路线全长2,100（6,890英尺），其中桥梁全长1,508（4,948英尺）、两岸接线全长592（1,942英尺）；桥梁孔跨布置为9×30米（T梁）+3×60米（T梁）+（280+572+194米）双塔混合梁斜拉桥，主跨572（1,877英尺），两岸边跨分别为280（919英尺）和194（636英尺），两岸桥台长各6（20英尺）。
北岸为辅助通航孔区，南岸边跨布置4个辅助墩，主桥结构形式为双塔双索面密索体系，桥面全宽30.5（100英尺），桥塔采用花瓶型。总投资约6.53亿元人民币，建设工期为36个月。
大桥全线采用一级公路标准建设，设计车速为主线60每小時（37.3英里每小時）。

## 历史
2014年3月，大桥通航安全影响论证通过长江航务管理局的初审，并获得国家发改委正式立项批复。9月，大桥水生生态影响评价取得中华人民共和国农业部渔业渔政管理局的批复。
2015年3月18日，《南溪长江公路大桥工程环境影响报告书》正式获批通过；4月，四川省发改委正式下发《关于南溪长江公路大桥工程可行性研究报告的批复》（川发改基础〔2015〕171号）；5月27日，大桥项目正式开工建设；10月，南岸主桥桩基施工开始；11月，引桥基础施工开始。
2016年1月，引桥基础施工完成。2月17日，中共宜宾市南溪区委宣传部发布公告，公开征集大桥的正式桥名。4月，南北岸主桥桩基、承台、施工出水面完成。7月29日，宜宾市南溪区人民政府发布公告，正式命名该桥为“南溪仙源长江大桥”。
- 2016年5月，南岸主塔施工开始。
- 2016年8月，钢梁加工开始。
- 2017年3月，两岸主塔施工完成。
- 2017年6月，钢主梁及桥面混凝土板开始安装。
- 2018年7月，桥梁主体工程完工。
- 2018年9月，完成大桥测试验收，正式通车[11]。